# コント55号
コント55号（コントごじゅうごごう）は、萩本欽一（東京都台東区出身）と坂上二郎（鹿児島県鹿児島市出身）のお笑いコンビ。浅井企画所属（55号と坂上単体のマネージメントは浅井企画が行っていたが、萩本単体のマネージメントは浅井企画から暖簾分けをした佐藤企画が実質行っている）。
当たりギャグは「なんで（ど～して）そうなるの!」（萩本）、「飛びます! 飛びます!」（坂上）。

## 来歴
1966年（昭和41年）、営業先の熱海温泉つるやホテルで「机」の一人コントを考案した萩本が、早速以前出演していた浅草松竹演芸場に売り込みをかけようと準備をしていたところ、たまたま浅草フランス座時代に幕間コントで競演した坂上から電話があり、この電話で坂上の助演が決定。10月に浅草松竹演芸場の上席前座として「机」を演じたところ、反応が今一つだったため、三日目に役を入れ替えたところ好評を博し、五日目には正式に香盤表に載る事となり、この時支配人から「コント55号」と名付けられた。
こうして2人の名は瞬く間に広がり、翌1967年（昭和42年）2月14日には日劇の「西田佐知子ショー」にコメディーリリーフとして出演。以降、松竹演芸場の高座で新ネタを降ろし、練り上げて日劇の舞台にかけるといったパターンが続いた。テレビでは日本教育テレビ（NETテレビ 現・テレビ朝日）『大正テレビ寄席』に出演。余りに激しい動きをカメラが追いきれておらず、収録後楽屋から逃げ出そうとした2人をディレクターの山下武が止めて逆に詫びた逸話を持つが、この番組の出演で全国的に売れ出し、1968年（昭和43年）、前田武彦と組んだフジテレビの公開生放送『お昼のゴールデンショー』、続いてスタートした『コント55号の世界は笑う』で人気に拍車がかかった。この時「同じコントは（テレビでは）二度とやらない」をキャッチフレーズとし（ただし、坂上からの「一回だけではもったいない」という意見から、夜の番組でやったコントを昼にもう一度やることもあった）、萩本を「タレ目」、これに対して坂上を「チッコイ目」と呼んで売り出した。
やがて、1969年（昭和44年）の『コント55号!裏番組をブッ飛ばせ!!』の野球拳で良くも悪くも一世を風靡し、時代の寵児となった彼らだったが、子供に見せたくないハレンチな俗悪番組として放送番組向上委員会（BPO＝放送倫理・番組向上機構の前身）、PTA、地婦連、そして主婦からの投書などで槍玉に挙げられ、さらに1970年（昭和45年）4月スタートのフジテレビ『コント55号のやるぞみてくれ!』は最高視聴率が11 %と振るわず、同じくフジテレビ『コント・カチョ〜ン』が7 %、さらに日本テレビ『コント55号の日曜特別号』も7 %と人気の凋落ぶりが顕著になっていった。
以降はコント55号としてよりも単独での活動に重点を置き、テレビ、ラジオ、映画と多方に渡り活躍。そんなある日、とあるタクシー運転手から「欽ちゃん、刑事さんをあまりいじめないでくれよ」と言われる。このとき、既に坂上は単独で俳優活動を行っており、TBS系の連続テレビドラマ『夜明けの刑事』で主人公の刑事役を演じていた。萩本は世間が坂上を萩本の相棒ではなく、一俳優として捉えていることを痛感。更に「（自分はただ仕事として相棒をいじっていただけなのに）客には本気でいじめてると思われてる。」とショックを受け、コントを演じ続けられなくなったとして、1975年（昭和50年）以降はコンビとしての活動を大幅に自粛。当人達はコント55号をコントコンビではなく単体コメディアン同士のユニットと位置付けていた。萩本は「コント55号は始まりが無ければ終わりも無い」と語っていた。故にコンビとしての活動を控えても、解散宣言はしていなかった。
2009年（平成21年）、したまちコメディ映画祭in台東において、『第2回コメディ栄誉賞』を受賞。
2010年（平成22年）まで萩本は茨城ゴールデンゴールズの監督を務めており、その際の背番号「55」はコンビ名が由来である。坂上もまた鹿児島ホワイトウェーブの総監督を務めていた時期があり、背番号もやはり「55」であった。
2010年（平成22年）12月7日BS日テレ『徳光和夫のトクセンお宝映像!』にて、坂上が脳梗塞の影響で首から下が麻痺しており、動きのあるコントが演じられない状況であるため、萩本は「コント55号は終わった」と宣言した。これがコント55号の終了宣言と取れる最初の発言である。
2011年（平成23年）3月10日、坂上が脳梗塞により逝去したため、事実上、コンビでの活動に終止符が打たれることとなった。

## コントについて
コントの筋は、坂上扮する善良な普通の一市民が、萩本扮する異常な人物に振り回される内容が多く、所々オーバーな動きがコントに抑揚を付けていた。特に日劇出演を契機に動きが大きくなり、特徴の一つとなった。とりわけ、萩本のツッコミは執拗かつ想定外のものが多かった。萩本が演じる狂気の世界が日常とのギャップもあり、坂上が狼狽もしくは苦笑する事で十分笑いは取れていた。しかしこれに坂上が倍返しともいえるナンセンスなボケで対処し、笑いを増幅させた。ビートたけしは55号の笑いについて、「萩本さんのセンスと坂上さんの芸に尽きる」と分析している。ただし萩本は、55号のコントは“ボケとツッコミ”ではなく“振り”と”こなし”と”受け”で成立している、と述べている。
萩本は、小林信彦から55号のコントは「不条理コント」との評価（小林は55号が活動初期の日劇出演の頃からそう感じていた）を受け、それをコントづくりのヒントにしていたのだろう、と回想している。また、小林は、萩本が坂上を翻弄するコントを「イヨネスコ的世界」と評した。
コント55号のコントは、その殆どを作家の岩城未知男が原作者として手掛けていたが、実際に55号の二人が脚本通り演じる事はなく、殆どが即興劇に近い形に改変されて演じられた。このため、当時一般にコント55号のお笑いを称して「自作自演」と言われた。岩城はこのことに憤慨したのか、やがてタイトルだけの台本や、一つのイラストだけ描かれた台本をよこすようになり、それに予め萩本が修正（というよりも殆ど創作）を行うようになったと言われている。
なお萩本曰く、もともとは当人たちで脚本を考えていたが、劇場の支配人から「原作者が別にいた方が格好もつくしギャラも別に出る」とアドバイスされたことから岩城に名前だけ出すよう持ち掛けたのが最初で、テレビ出演が増えるにつれスタッフから「作家の岩城さんと打ち合わせをしたいのですが」と言われることが増えたため、岩城自身が脚本を書くようになっていったと語っている。しかしながら、萩本によれば岩城は、夏場に打ち合わせのため喫茶店に入った際に「今日は熱いねえ」と言いながらズボンのポケットにお冷やをそのまま流し込んだり、表紙に人物の皴の一本一本まで精巧なイラストを描いておきながら「イラストに力を入れ過ぎたので、肝心のシナリオまで手が回らなかった」と中身が真っ白な台本を手渡したりするなど、奇人であったといい、実際にコントの台本を作っていたのは萩本だったという。ただし例外はあり、日本テレビの齋藤太朗には全幅の信頼を置いていたため、齋藤が手掛ける番組（『コント55号のなんでそうなるの?』など）では、コントの台本についても全て齋藤に任せて口出ししないようにしていた。とはいえ、舞台上でアドリブで筋を変えることはあった。
萩本は、アドリブ主体のコントに一定の自己評価を持っていたことをほのめかしている。二人が日本テレビの「九ちゃん!」に出演した際、台本（井上ひさしが書いたもので、コントの台本としては非常に優れたものだったという）を無視してコントを演じたところプロデューサーの井原高忠に叱責されたため、台本を暗記してあらためて演じたところ、井原が、「初めにやったコントの方がずっとおもしろかった」との感想を漏らし、萩本自身も「僕たちのコントとしてはつまらなかったと思う」と分析した。
また萩本は、アドリブを主体にした他の理由として、最初はテレビ番組で稽古を一生懸命に行っていたが、それではドリフターズ（萩本は彼らが一生懸命稽古をしているのを目撃した）と似たものになりそうなので違う方向に進んだ、とも述べている。
坂上もまた、萩本がリハーサルの際、コントの肝心な部分を坂上に言わないで本番に臨む、あるいはリハーサル時の萩本の面白いセリフを、坂上が本番でも言わせようと鎌をかけても別のことを言う、といったアドリブを行っていたことを述べている。
萩本・坂上共に、坂上は台本をすぐに覚えるが、萩本は坂上が台本を読むのをやめさせていた、と回想している（萩本に言わせると「台本どおりにやる坂上は面白くない」ため）。
坂上は「欽ちゃんが台本通りに演じないため、どう演じて良いか分からず即興で対処した。」と回顧していたが、萩本は「二郎さんがなかなか台本通りやってくれなかった。」と証言していた。

## 55号の意味について
コント55号の「55号」の意味は、結成の2年前に読売ジャイアンツの王貞治選手（当時）が年間55本の最多本塁打を記録し、それにあやかって「お笑い界のホームラン王を目指してほしい」という願いを込めたのと当時流行していたゴーゴーダンスの「ゴーゴー」から、そして英語の掛け声「GO!GO!」から来ているとされている。いずれも本人達が自ら名付けたコンビ名ではないため、真実は明らかにされていない。
しかし、王の年間本塁打記録を意識しているのは確かなようで、2013年（平成25年）9月15日に東京ヤクルトスワローズのウラディミール・バレンティンによって王の記録は更新されたが、萩本はバレンティンへの敬意を表しつつも（コント57号といった）コンビ名の改名を否定し、「王さんの記録にあやかって」55号と名乗り続ける意思を明らかにしている。

## ライバルについて
コント55号のライバルとしてよく名前が挙げられているのにザ・ドリフターズがあり、実際1960年代末 - 1970年代にかけて、子供たちの間で面白いコメディアンとしての人気を二分していた。この点、萩本は「ドリフは戦友であって宿敵ではない」とこれを否定している。他方、ドリフのリーダー・いかりや長介は生前「55号を常に念頭に置いて、意識してコント作りをしていた」と証言している。ただし『全員集合』が終了に追い込まれそうになった時、『もし終わるなら、最終回にゲストに呼んでほしい。一緒に思いっきりコントをやろう』と（萩本が）言ってくれた」とも語っており、やはり両者は「戦友」であったことを窺えるエピソードである。また、萩本が司会を務めたフジテレビのクイズ番組『TVプレイバック』では、ドリフのメンバーが毎週1名ずつレギュラー扱いの回答者（「ドリフターズゲスト」と称していた）として出演していた。
坂上自身はライバルは他にはおらず、萩本が最大のライバルだと公言しており、これを受けて萩本も坂上をライバルとしている。（萩本自伝『なんでそーなるの！』より）
また、ザ・ドリフターズの志村けんは、コメディアンを目指す際、コント55号かザ・ドリフターズのどちらかに弟子入りするか迷っていたそうであるが、音楽性の面からドリフに弟子入りすることに決めた。後に、自身のラジオ番組で「ドリフに入ってよかったと思う。コント55号に弟子入りしていたらどうなっていたことか」と、コメントした。

## 出演作

### 映画
一時期日劇出演の関係もあり、東宝の専属となっていたが、実際に出演した映画は松竹作品の方が多かった。
（以下、主演作のみ。その他の作品は関連項目を参照）
- コント55号 世紀の大弱点（1968年 東宝）[16]
- コント55号と水前寺清子の神様の恋人（1968年 松竹）[17]
- 白昼堂々（1968年 松竹）[18]
- コント55号と水前寺清子のワン・ツー・パンチ 三百六十五歩のマーチ（1969年 松竹）[19]
- コント55号 人類の大弱点（1969年 東宝）[20]
- コント55号 俺は忍者の孫の孫（1969年 東宝）[21]
- コント55号 宇宙大冒険（1969年 東宝）[22]
- チンチン55号ぶっ飛ばせ!出発進行（1969年 松竹）[23]
- こちら55号応答せよ!危機百発（1970年 松竹）[24]
- 俺は眠たかった!!（1970年 浅井企画・松竹）…製作･監督･脚本･音楽･主演 / 萩本欽一[25]
- コント55号と水前寺清子の大勝負（1970年 松竹）[26]
- コント55号とミーコの絶体絶命（1971年 松竹）[27]
- 泣いてたまるか（1971年 松竹）…主演は坂上二郎[28]
- 初笑いびっくり武士道（1972年 松竹）[29]

### テレビ
（以下、レギュラー番組及び冠番組のみ）
- コント55号の世界は笑う!（フジテレビ）…公開番組。55号が毎回世界中を舞台にコントを展開。フジテレビはこの番組で一枚の写真を大型のパネルに仕上げる技術を披露した。
- チータ55号（TBS）…水前寺清子が共演を希望するゲストが毎回登場し、対談する公開番組。モノクロ番組。
- コント55号のいじわる野郎（東京12チャンネル・現テレビ東京）…モノクロ番組。
- コント55号の今年も笑う!（フジテレビ、1968年12月31日）…『世界は笑う』のスタッフが製作した、55号初の年越し番組。モノクロ番組。
- コント55号!裏番組をブッ飛ばせ!!（日本テレビ）…萩本扮するTVディレクターが、坂上扮する放送作家と共に裏番組を「ぶっ飛ばす」様な強力な番組を作るといったコンセプトで始まった番組。本当に裏番組（NHK大河ドラマ「天と地と」）の視聴率を追い抜き、「ぶっ飛ばし」た。野球拳で知られる。
- コント55号の出ずっぱり90分!（フジテレビ、1969年12月31日）…『今年も笑う』に続く年越し番組。カラー番組。
- みんなで出よう55号決定版!!→55号決定版!（TBS）…視聴者参加公開番組 素人の素の面白さを引き出す、テレビの特性を活かした素人いじり番組。坂上扮する赤忍者が人気。
- ウォー!コント55号（NETテレビ）…公開時代劇コメディー 萩本が殿様、坂上が筆頭家老、水森亜土が若殿、桂米丸・5代目春風亭柳朝・三笑亭夢楽が側用人、横山ノックが学者、赤塚不二夫が絵師で出演。
- コント55号のやるぞみてくれ!（フジテレビ）…「世界は笑う」の裏番組となった「8時だョ!全員集合」（ザ・ドリフターズ主演。TBS）に視聴率で破れた55号陣営がリニューアルをして巻き返しを図ったが、失地回復には及ばず2か月で打ち切り（「視聴率#土曜夜戦争」を参照のこと）。
- コント55号の野球ケン!!（日本テレビ）…野球拳だけ独立番組となる。
- やっちゃおう!コント55号（NETテレビ）…55号が舞台で好き放題やる事をコンセプトにおいた公開番組。
- コント55号60分一本勝負（NETテレビ）…萩本が書き下ろした60分ドラマ。
- コント55号の日曜特別号（日本テレビ）
- コント55号の兵隊さん物語（日本テレビ）…55号とゲストが兵隊役となり、毎回戦場コントをする公開番組。
- コント・カチョ〜ン（フジテレビ）…55号と月亭可朝が共演した公開コント番組。
- コント・デ・勝負!（フジテレビ）…ゲストと55号、チャンバラトリオがコントで絡む公開コント番組、上記を改題。
- コント55号とTVジョッキー（日本テレビ、1970年10月4日～12月27日）…司会者は後に土居まさるから松崎しげる→ビートたけしになる。
- スパルタ!55号（NETテレビ）…各界第一人者とそのジャンルで対決するバラエティー番組。
- 拝啓チャップリン様　コント55号只今参上！（フジテレビ、1971年2月18日）[30]
- コント55号のおとぼけ人間学（フジテレビ）…深夜枠で大人の笑いに拘ったが、3回で打ち切り。
- コント55号笑ってたまるか（NETテレビ）…コント番組では無く、55号が街に飛び出しあらゆる事に挑戦。全編ロケのVTR番組で、ほぼ現在のバラエティー番組と同手法。
- コント55号の体当り大作戦（フジテレビ）
- コント55号のなんでそうなるの?（日本テレビ）…原点に戻り、浅草松竹演芸場の舞台からのコント中継。
- ぴったし カン・カン（TBS）…久米宏の出世作。クイズ番組。
- 元祖コント55号の笑って笑って(CX、1977年4月19日)
- コント55号のコンヒラコッペドビダブジョ（TBS、1978年1月1日）…正月特番として2年連続放送。風雲!たけし城やSASUKEの元ネタとも言える、緑山スタジオでの体当たり屋外ゲーム番組。
- ザ・コント55号（テレビ朝日）…そば屋を舞台とした公開コメディー。 「55号番組」というよりは、構成・内容から「欽ちゃん番組」に坂上二郎が出演しているといった感じが強い。
- たみちゃん（テレビ朝日）…ザ・コント55号を改題。そば屋の看板娘役の野咲たみこを主演に据え、55号は脇に回る。
- 元祖コント55号'92(CX、1992年10月23日)
- どこまでも！コント55号(テレビ朝日、1992年12月30日)
- 欽ちゃん二郎さん コントで御免!(テレビ朝日、1993年3月12日)

### テレビドラマ
- 丸出だめ夫（1966年、日本テレビ / 東映）
- 堂島（1968年 - 1969年、KTV）[31]
- フジ三太郎（1968年 - 1969年、TBS / 国際放映）[32]
- てなもんや一本槍（1968年 - 1970年、ABC）[33]
- ここまでおいで！（1968年 - ?、NTV）[34]
- 小百合と55号の夢はデッカク（1969年、NTV）[35]
- ややととさん（1969年、よみうりテレビ / 東宝）[36]…花登筺の脚本によるテレビドラマ。モノクロ番組。
- Oh!それ見よ（1969年、国際放映 / TBS）[37]
- 新平四郎危機一発（1969年 - 1970年、国際放映 / TBS）[38]
- 大忠臣蔵（1971年、NET）[39]

ほか

### ラジオ
- 歌謡大行進（文化放送 NRN全国ネット）火曜→月曜パーソナリティー

### CM
- ライオン蚊取り線香（ライオン）
- フケミン（ダリヤ）
- シリーズ肌着（レナウン）[40]
- デューダ（学生援護会、1990年）
- 国民年金基金（1992 - 1993年）

### 舞台
- 浅草松竹演芸場…芸人として定席に出演
- 日本劇場…当初歌謡ショーのコメディーリリーフとして、後に「55号公演」の主役として出演
- 東京宝塚劇場…1971年「東海道は日本晴れ」 初主演の舞台
- 明治座…2003年「江戸の花嫁」、2004年「谺来る」、2007年「仇討物語・でんでん虫」 東京ヴォードヴィルショーとの共演
2009年「あらんはらんしらん」 協力スーパーエキセントリックシアター

### レコード
- とにかく考えようよ／ポロチョン教[41]（1968年7月）
- 世界は笑う／悲しい悲しい恋のブルース[42]（1968年9月）‐フジテレビ「コント55号の世界は笑う!」より
- 55号の追っかけ人生／トンブラビ行進曲[43]（1969年8月）‐NETテレビ「ウォー!コント55号」より
- まるっきりでたらめにほんの少しインテリに／Let's55号（レッツゴーゴーゴー）（1970年6月）[44] ‐TBS「みんなで出よう55号決定版!!」より。B面の歌唱は伊集加代子[45]
- コント55号のお楽しみ英語教室（1968年） - 小学館小学四年生12月号付録、出演：コント55号、作：田渕秀明、指導：芹沢栄[46][47]
- ウメ星デンカとコント55号 おわらい英語教室（1969年） - 小学館小学四年生5月号付録、出演：コント55号、杉山佳寿子、作：田渕秀明、指導：芹沢栄[48][49]
- コント55号の英語レコード（1970年） - 小学館小学六年生4月号付録、出演：コント55号、マリオン・バスキン[50]
- コント55号のおもしろ英語レコード（1970年） - 小学館小学五年生7月号付録、出演：コント55号、高見エミリー[51]

## 漫画
- 漫画コント55号 - 榎本有也作、少年ジャンプ・週刊少年ジャンプ・別冊少年ジャンプ、1968年 - 1970年[52][53][54]
- 笑いの王様コント55号(決定版･コント55号のすべて)  - 榎本有也作、小学六年生、1969年10月号[55]
- コント55号のクレージー運動会 - しのだひでお・松下ちよし・峯たろう作、小学六年生、1969年11月号[56]
- とびだせコント55号 - ヨシダ忠作、少年画報、1969年2月号読切り[57]
- コント55号世界は笑う - 松下千代志、ぼくら5月号付録、1969年[58]
- コント55号のなんでも大作戦 - 北上健原作、ヨシダ忠作画、少年画報、1969年連載[59]
- コント55号 たれめとちっこいめ - 伊東章夫作、幼稚園、1969年1月号 - 5月号[60][61][62][63][64][65]
- 小四まんが学習室 コント55号と名コーチくん - 益子かつみ作、小学三年生、1969年3月号[66]
- コント55号 - 益子かつみ作、小学三年生、1969年6月号-7月号[67][68]、9月号[69]
- 夏祭りだよ コント55号 - 益子かつみ作、小学三年生、1969年8月号[70]
- 学習まんが コント55号のシュッポくん - 小学四年生、1968年11月号[71]
- 学習まんが コント55号のでんぷんくん - 小学四年生、1968年12月号[72]
- 学習まんが コント55号の電池くん - 益子かつみ作、小学四年生、1969年1月号[73]
- 学習まんが コント55号の分数くん - 益子かつみ作、小学四年生、1969年2月号[74]
- 学習まんが コント55号のハエ･カ大作戦 - 益子かつみ作、小学四年生、1969年7月号[75]
- 学習まんが コント55号方言くん - 益子かつみ作、小学四年生、1969年11月号[76]
- 学習まんが コント55号の食塩くん - 益子かつみ作、小学四年生、1969年12月号[77]
- 学習まんが コント55号大むかしへ行く - 益子かつみ作、小学四年生、1970年1月号[78]
- 学習まんが コント55号の体積くん - 益子かつみ作、小学四年生、1970年2月号[79]
- 学習まんが コント55号の温度くん - 益子かつみ作、小学四年生、1970年3月号[80]
- コント55号のテレビまんが - 益子かつみ作、小学三年生 1970年4月号 - 8月号[81][82][83][84][85]
- コント55号の理科まんが 花さん虫くん - 益子かつみ作、小学五年生、1970年4月号[86]
- 学習まんが コント55号切りすてくん切り上げくん - 清水敏伯作、小学四年生、1970年5月号[87]
- 学習まんが コント55号虫の国へ行く - 菊池健夫作、小学四年生、1970年6月号[88]
- 学習まんが コント55号の敬語くん - 栗岩英雄・益子かつみ作、小学四年生、1970年7月号[89]
- 学習まんがコント55号の天体くん - 菊地健夫作、小学四年生、1970年8月号[90]
- コント55号の学習理科まんが からだの中を行くんやでえ - 益子かつみ作、小学五年生、1970年6月号[91]
- コント55号の学習理科まんが ピカリくん - 益子かつみ作、小学五年生、1970年7月号[84]
- 学習理科まんが 風のコント55号 - 益子かつみ作、小学五年生、1970年8月号[92]
- 学習理科まんが コント55号のモグラ博士 - 益子かつみ作、小学五年生、1970年11月号[93]

## 関連図書
- 日本の喜劇人 - 中原弓彦著、晶文社、1972年[94]
- コント55号のコント - 岩城未知男著、サンワイズ・エンタープライズ、1975年[95]
- いくよ、二郎さんはいな、欽ちゃん : 小説・コント55号 - 山中伊知郎著、竹書房、2002年、ISBN 4-8124-0970-5[96]
  - （改訂版）小説・コント55号 : いくよ、二郎さん はいな、欽ちゃん - 山中企画・星雲社（発売）、2016年、ISBN 978-4-434-22613-7[97]